# 挪威山地军
挪威山地军是第二次世界大战期间的一支納粹德國軍隊。该军曾在挪威和芬兰作战。
该部队成军于1940年7月，之后被调转到北挪威，隶属于挪威集团军。该部队在驯鹿行动中首次参战，参与占领芬兰佩琴加區，保护当地的镍矿免受苏联侵占。1941年6月，该军在白金狐行动中从佩察莫向摩尔曼斯克进攻。最终攻势失败，该军未能达成目标。
1942年4-5月间，该军一直承受着苏军第14集团军的进攻。另外，天气状况也对该军十分不利，在1942年5月4日，一场毁灭性的、长达90小时的极地风暴给部队造成了严重损失。1944年，该军终于撤入挪威境内，在1945年5月投降。